# Peyo Muscarditz
Pas d'image ? Cliquez ici

a Compétitions nationales et continentales officielles uniquement.

Dernière mise à jour le 20 avril 2020.
Peyo Muscarditz, né le 2 janvier 1996 à Oloron-Sainte-Marie, (Pyrénées-Atlantiques), est un joueur français de rugby à XV. Il évolue au poste de centre au SU Agen.

## Biographie

### Débuts sportifs
Originaire du village d'Arette, en Béarn, Peyo Muscarditz reste attaché à son village d'enfance, où il a commencé sa carrière sportive en pratiquant la pelote, le ski à La Pierre Saint-Martin, et plus tard le rugby à XV.
Peyo Muscarditz a commencé à jouer à la pelote sous les couleurs de l'AS Barétounaise dès l'âge de 6 ans, influencé par son père Christian Muscarditz, champion de France et du monde à main nue. Ses oncles René Muscarditz et Patrick Ibarrola sont également de grands noms de la pelote à main nue.
Son passage au ski à l'ASB et son initiation au rugby au collège marquent le début d'une passion pour l'ovalie. Il a évolué au sein de l'entente Aramits-Barcus-Menditte (ABM) pendant 4 ans, où il a tissé des liens forts.
À partir de la catégorie cadets, Muscarditz s'oriente vers les métiers du bâtiment et quitte le Béarn pour rejoindre lycée Cantau à Anglet. Il signe simultanément avec l'Aviron Bayonnais, débutant ainsi une aventure qui le mènera jusqu'à l'équipe fanion du club. En 2009, il est sacré champion de France en cadets, entrainé par son père Christian.

### Aviron bayonnais
En 2018, il signe son premier contrat espoir avec l'Aviron bayonnais, avec la garantie de passer professionnel lors de la saison 2020-2021,,. Ses performances, notamment en défense, domaine qu'il affectionne, lui valent d'être nommé dans deux catégories (révélation de la saison et meilleur joueur de Pro D2) lors de la 15e cérémonie de la Nuit du Rugby.
En mai 2018, il est sélectionné dans l'équipe des Baby Barbarians,, sélection des meilleurs joueurs de Pro D2, pour affronter la Géorgie,,,. Dans un match très serré de bout en bout, les Baby Babaas s'inlinent 16 à 15 à Tbilissi.
Malgré sa relative inexpérience (17 matches professionnels seulement), il est nommé vice-capitaine de l'équipe basque à l'arrivée du manager Yannick Bru, lors de la saison 2018-2019.
A l'issue de cette saison, il remporte le championnat de France de Pro D2 avec Bayonne, sans pouvoir participer à la finale  en raison d'une blessure contracté en barrage face à Nevers.
A la rentrée suivante, le trois-quarts centre découvre le Top 14 et signe une prolongation de contrat de deux saisons supplémentaires avec l'Aviron,,,.

## Palmarès
- Champion de France de Pro D2 en 2019 et 2022.

## Vie privée
Son père, Christian Muscarditz, est originaire de Uhart-Cize et sa mère de Bidarray. Ayant grandi en Béarn, Muscarditz se sent également basque et béarnais. « Basque ou béarnais ? C’est compliqué. Le choix, je ne le ferai jamais. C’est les deux ou rien. »
Christian Muscarditz est champion de France et du monde à main nue. Ses oncles René Muscarditz et Patrick Ibarrola sont également de grands noms de la pelote à main nue.
Peyo Muscarditz est citoyen d'honneur de la ville d'Arette.